# Jaume Grau Casas
Jaume Grau Casas (* 2. Dezember 1896 in Barcelona; † 8. November 1950 in Valencia) war ein linksgerichteter, katalanisch-nationalistischer Schriftsteller und Übersetzer. Er gilt als wichtigster Dichter der Plansprache Esperanto aus Katalonien. Seine Aufsätze und Tagebücher aus seiner Haftzeit in südfranzösischen Internierungslagern gehören zu den herausragenden Zeitdokumenten über die damaligen Lebensbedingungen.

## Leben
Grau Casas wurde in einfachen Verhältnissen als Sohn des Pförtners Sebastià Grau i Fageda geboren. Er arbeitete als Buchhalter, Übersetzer, Schriftsteller und Sekretär des Magistrats von Sant Quintí de Mediona (span. San Quintín de Mediona). Er engagierte sich in verschiedenen sozialen und politischen Bewegungen, insbesondere solchen, die dem katalanischen Nationalismus (Katalanismus) nahestanden. In diesem Zusammenhang wurde er in der Folge des „Spanischen Oktober“ nach den Ereignissen vom 6. Oktober mehrere Monate von Ende 1934 bis 1935 inhaftiert. 1938 geriet er in die Machtkämpfe im republikanischen, contrafrankistischen Lager und wurde erneut ins Gefängnis gesteckt. Die während dieser Haftzeiten gemachten Erfahrungen verarbeitete er in katalanischer Sprache in seinen „Records de la presó“ („Berichte aus dem Gefängnis“ 1934 und 1935) und „Nous records de la presó“ („Neue Berichte aus dem Gefängnis“ 1938). Einige dieser Texte wurden in zeitgenössischen Zeitungen veröffentlicht.
Nach dem Sieg der Frankisten im spanischen Bürgerkrieg flüchtete er im Februar 1939 vor einer erneuten Verhaftung über die Pyrenäen nach Frankreich, wo er fünf Jahre lang in verschiedenen Internierungslagern festgehalten wurde: in Argelès, Bram, wiederum Argelès, Camp du Récébédou, Camp de Nexon, Séreilhac und schließlich in Tombebouc. 1944 wurde er in Toulouse aus der Haft entlassen, 1948 kehrte er nach Katalonien zurück. Seine Aufzeichnungen aus den Lagern blieben bis auf den Band „Ulisses en el fang - Poemes de l’exili“ („Ulysses im Morast – Gedichte aus dem Exil“, 1939–1942) unveröffentlicht, die Manuskripte sind aber im Archiv des Katalanischen Esperanto-Bunds in Sabadell erhalten.
Nach seiner Rückkehr nach Barcelona siedelte er mit seiner Frau bald nach Valencia um, wo ihm Bekannte eine Pförtnerstelle verschafft hatten. Die inzwischen erwachsene Tochter und der Sohn blieben in Barcelona. Nachdem seine „Kataluna Antologio“ („Katalanische Anthologie“), eine Sammlung katalanischer Literatur in Esperanto-Übersetzung, bereits 1925 erschienen war und 1931 neu aufgelegt wurde, widmete er sich in Valencia insbesondere der Arbeit an einer „Hispana Antologio“ („Spanische Anthologie“), die jedoch nach seinem frühen Tod im Alter von 53 Jahren verschollen ist.

## Esperanto
Grau Casas lernte als Achtzehnjähriger 1914 Esperanto. Auch sein Bruder und sein späterer Schwiegervater waren Esperantisten. Von 1920 bis 1924 war er Redakteur des Kataluna Esperantisto (Katalanischer Esperantist) und lange Zeit Präsident bzw. Sekretär des internationalen Wettbewerbs der Esperanto-Literatur „Internaciaj Floraj Ludoj“ („Internationale Blumenspiele“). 1919 und 1936 gewann er selbst den Hauptpreis „Natura Floro“. Ab 1926 gehörte er dem Lingva Komitato (Sprachkomitee) an und war zeitweise Vizepräsident der Akademio de Esperanto (Akademie der Esperanto-Sprache, das höchste Organ in sprachlichen Fragen). Auf nationaler Ebene war er Vorsitzender der Esperanto-Gesellschaft in Barcelona und Sekretär des Katalanischen Esperanto-Bundes. Er unterrichtete Esperanto am Ateneu Enciclopèdic Popular (AEP) und verfasste zwei Esperanto-Lehrbücher in katalanischer Sprache.

## Werke

### Gedichtsammlungen auf Esperanto
- Amaj poemoj (Liebesgedichte), 1924
- Novaj amaj poemoj (Neue Liebesgedichte), 1927
- La lastaj poemoj (Die letzten Gedichte), 1936

### Gedichte auf Katalanisch
- Cançó d'amor i melangia, 1932, Teilnahme an den Jocs Florals de Barcelona (Blumenspiele von Barcelona)
- Somni d'uns dies de juny, 1936

### Gedichtsammlung auf Spanisch
- El suplicio de tántalo, 1937

### Übersetzungen
- Kataluna Antologio, 1925 (Redakteur und Hauptübersetzer)
- La kataluna popolkanto (Das katalanische Volkslied), (mit Joan Amades Gelats), 1925.
- Barbaraj prozaĵoj (Barbarische Prosastücke), Übersetzung von Prudenci Bertrana, 1926

### Lehrbücher
- Llengua auxxiliar internacional esperanto Primer Manual, 1930
- Curs complet de la llengua internacional [Gramatiko, ekzercaro kaj vortaro], 1934